# Saint-André (Pyrénées-Orientales)
Saint-André (Catalaans: Sant Andreu de Sureda) is een gemeente in het Franse departement Pyrénées-Orientales (regio Occitanie). De plaats maakt deel uit van het arrondissement Céret. Saint-André telde op 1 januari 2022 3.395 inwoners.

## Geografie
De plaats ligt in de vlakte van Roussillon nabij het Alberamassief. De oppervlakte van Saint-André bedroeg op 1 januari 2022 9,73 vierkante kilometer; de bevolkingsdichtheid was toen 348,9 inwoners per km².

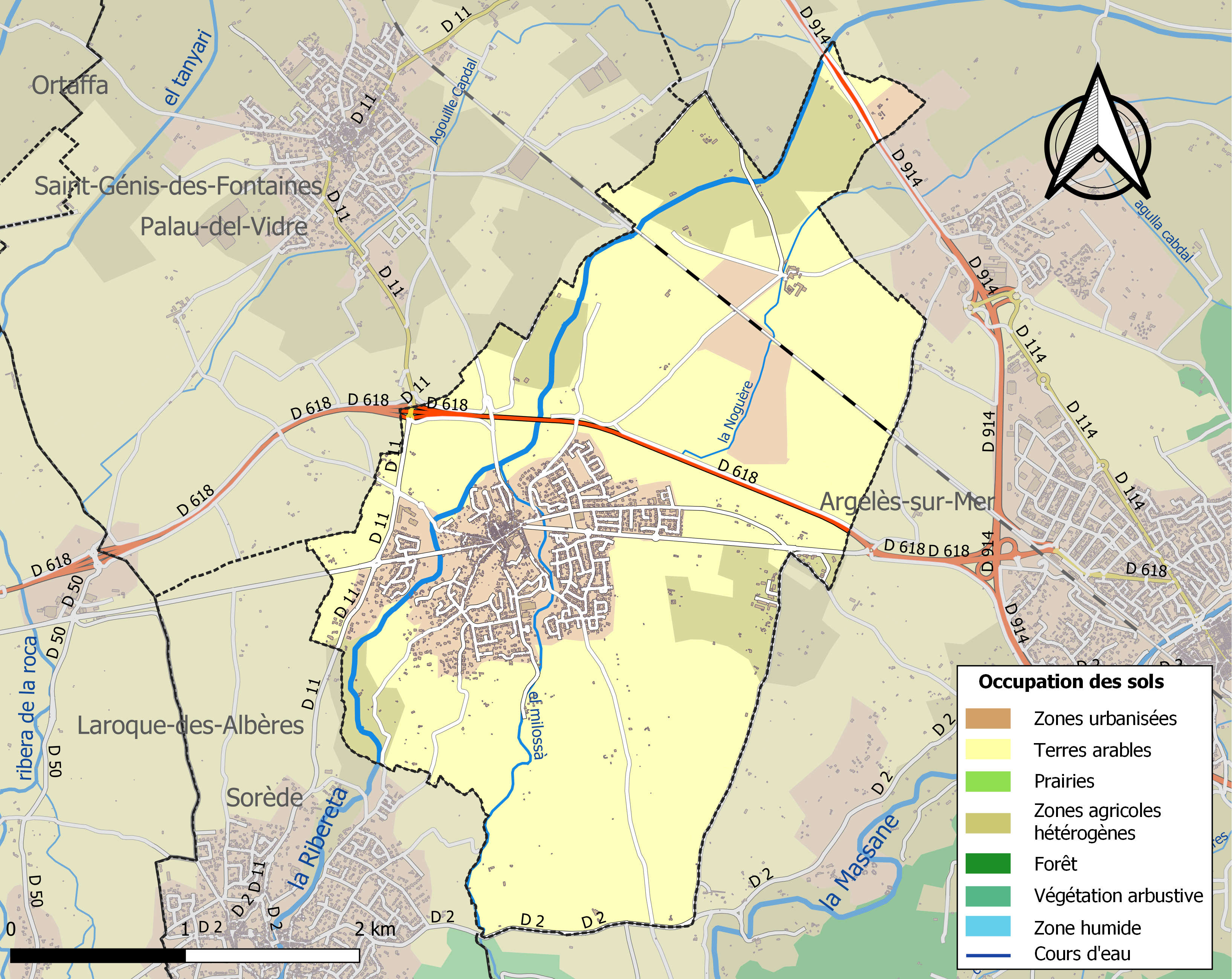
Kaart van de gemeente met de belangrijkste infrastructuur, bodemgebruik en omliggende gemeenten

## Demografie
Onderstaande figuur toont het verloop van het inwonertal (bron: INSEE-tellingen).

## Bezienswaardigheden
De romaanse kerk Saint-André stamt uit de 10de eeuw en is het enige overblijfsel van de Abdij Saint-André de Sorède. Net zoals de kerk in het wat verderop gelegen Saint-Génis-des-Fontaines is ze in het bezit van een waardevolle romaanse latei van wit marmer uit de 11de eeuw.
Het Maison transfrontalière de l'Art roman herbergt een tentoonstelling over romaanse kunst aan beide zijden van de oostelijke Pyreneeën.

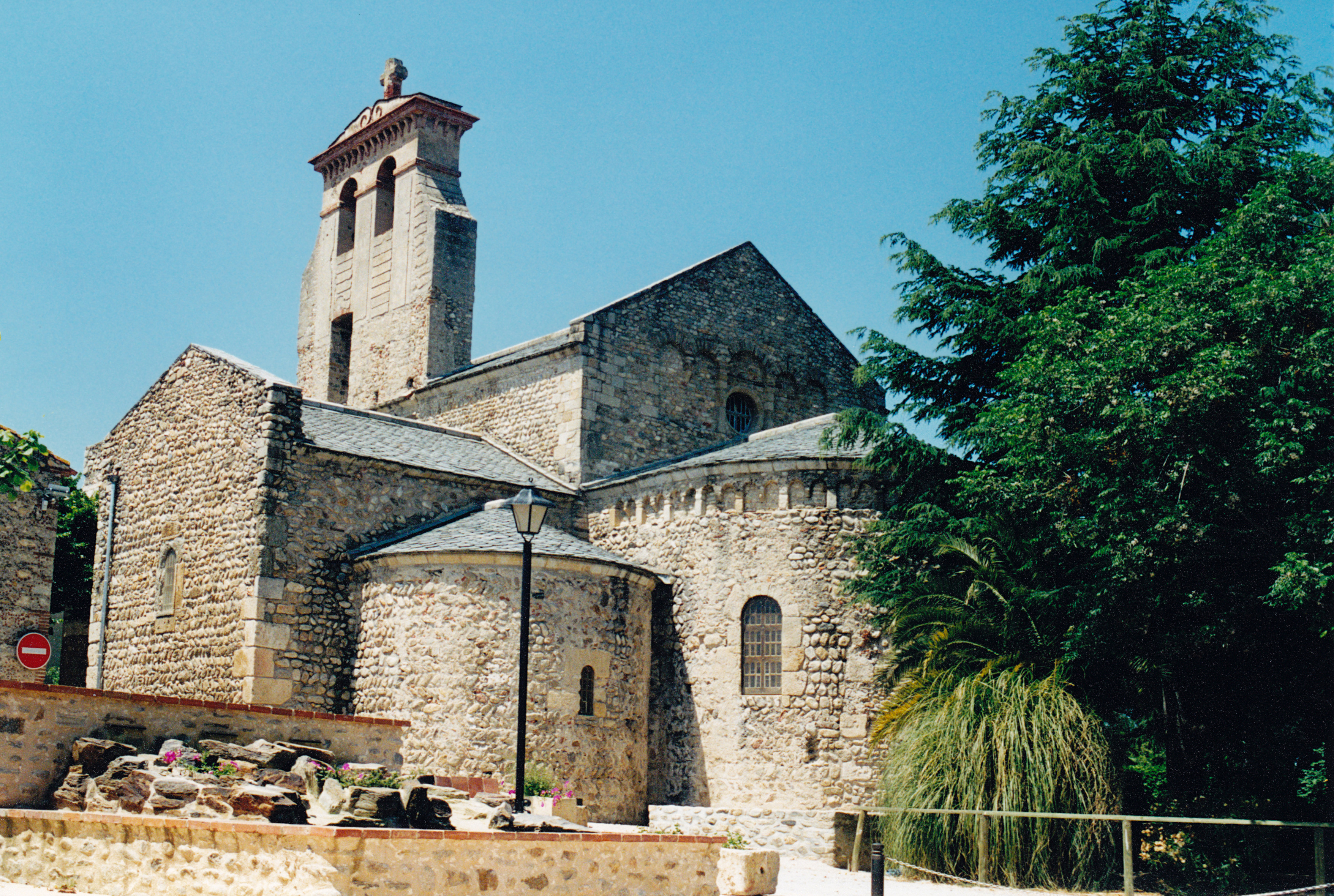
Abdij Saint-André de Sorède
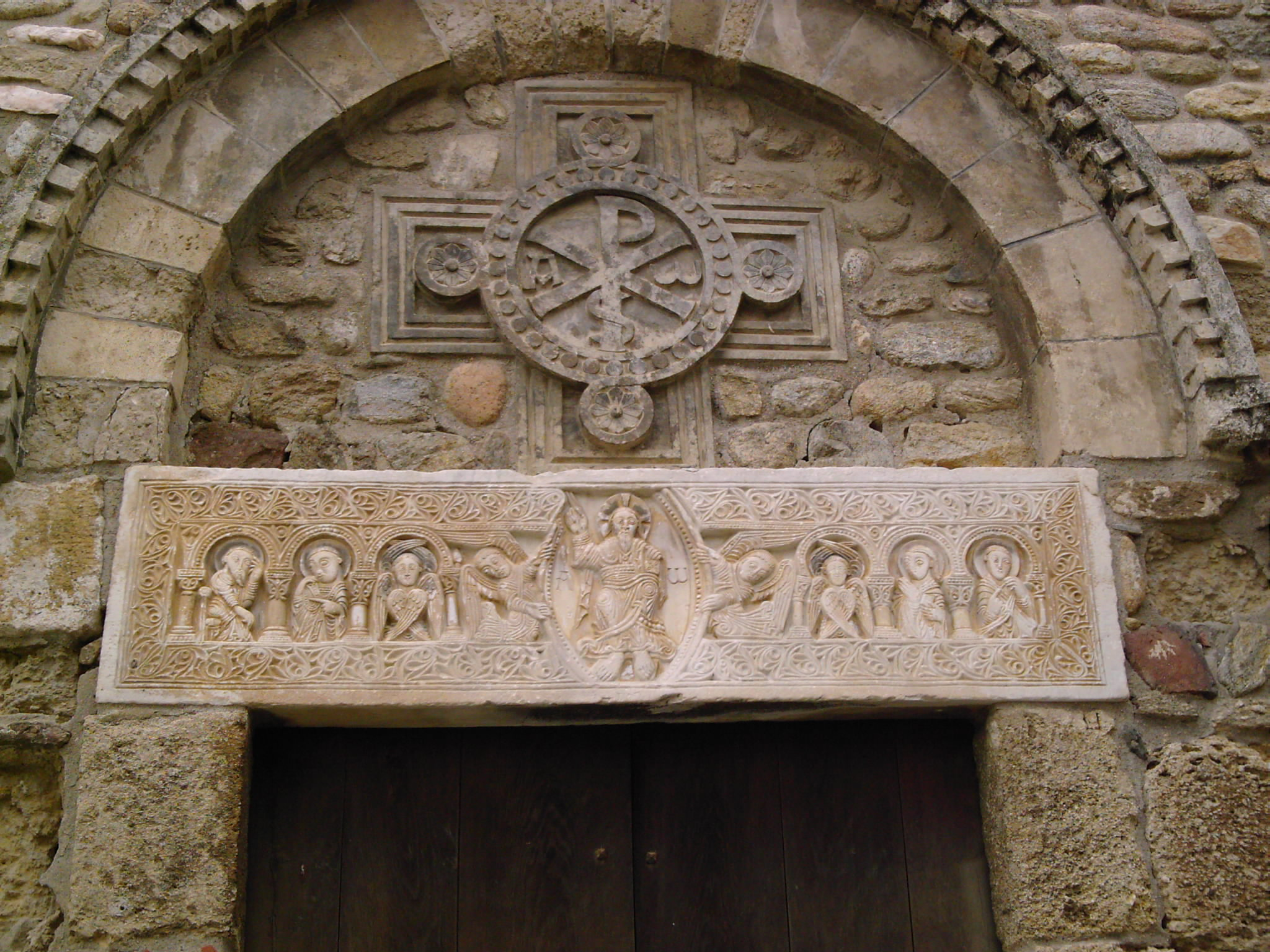